# Кульба, Николай Фёдорович
Николай Фёдорович (Филиппович) Кульба (1922—1980) — гвардии сержант, участник Великой Отечественной войны, Герой Советского Союза (1943), лишён всех званий и наград в связи с осуждением.

## Биография
Николай Кульба родился на станции Юрга Томской железной дороги Новосибирской (ныне — Кемеровской) области.
К началу Великой Отечественной войны Кульба уже имел две судимости. В 1939 году он был осуждён к 1 году лишения свободы за пересылку огнестрельного оружия (ст. 182, ч. 2 УК РСФСР), а затем, в 1941 году, он получил 10 лет лишения свободы за участие в банде, занимавшейся грабежами (ст. 59-3в УК РСФСР). Начало Великой Отечественной войны он встретил в местах лишения свободы. В августе 1942 года добровольно пошёл в Рабоче-крестьянскую Красную Армию.
К весне 1943 года он воевал в составе 146-го гвардейского стрелкового полка 48-й гвардейской стрелковой дивизии. Кульба стал одним из лучших снайперов в дивизии, за период с 4 по 24 апреля он уничтожил 29 немецких солдат и офицеров. Отличился во время битвы за Днепр. В боях на расширение захваченного плацдарма на правом берегу Днепра, участвовал в бою за высоту и станцию Рогань. При ранении и выходе из строя командира роты сержант Кульба принял на себя командование ей и повёл её в атаку. Несмотря на ранение, не покинул поля боя до выполнения боевой задачи.
27 октября в бою за хутор Жовтнево, получив задание подавить огонь немецкого пулемёта, мешавший продвижению подразделения, подполз к нему, и, несмотря на полученное ранение, закидал пулемётное гнездо гранатами, что обеспечило дальнейшее продвижение пехоты.
20 декабря 1943 года Указом Президиума Верховного Совета СССР за «образцовое выполнение заданий командования и проявленные мужество и героизм в боях с немецко-фашистскими захватчиками» гвардии сержант Кульба был удостоен высокого звания Героя Советского Союза с вручением ордена Ленина и медали «Золотая Звезда». В это время Кульба лежал в госпитале, затем его следы затерялись, и награда так и не была ему вручена, так как в наградных документах он фигурировал под отчеством Фёдорович. Когда в 1958 году Кульбу всё-таки удалось найти, оказалось, что он за послевоенные годы был дважды осуждён — в 1947 году к 5 годам лишения свободы и 5 годам ссылки за кражу (ст. 162, пп. «в» УК РСФСР), а в 1955 году — к 10 годам лишения свободы за хулиганство (ст. 74, ч. 1 УК РСФСР). 1 июля 1959 года Указом Президиума Верховного Совета СССР Кульба был лишён всех званий и наград.
Дальнейшая судьба Кульбы неизвестна.